# Stanisław Bartos
Stanisław Jerzy Bartos (ur. 12 października 1933 w Stefanowie Ruszkowskim, zm. 8 kwietnia 2021 w Łowiczu) – polski działacz partyjny i państwowy, były I sekretarz Komitetów Powiatowych PZPR w Rawie Mazowieckiej i Łowiczu, w latach 1980–1987 wicewojewoda skierniewicki.

## Życiorys
Syn Walentego i Stefanii. Działał w Związku Młodzieży Polskiej, należał do prezydium zarządu miejskiego i powiatowego tej organizacji w Sieradzu. W 1952 wstąpił do Polskiej Zjednoczonej Partii Robotniczej. Absolwent Liceum Ogólnokształcącego w Sieradzu, w latach 1963–1968 kształcił się w Wyższej Szkole Nauk Społecznych przy KC PZPR.
Od 1956 był instruktorem i sekretarzem ds. rolnych w Komitecie Miejskim PZPR w Sieradzu. W latach 1966–1972 pozostawał I sekretarzem Komitetu Powiatowego w Rawie Mazowieckiej, a w latach 1972–1975 – I sekretarzem KP PZPR w Łowiczu. W 1971 został zastępcą członka Komitetu Wojewódzkiego PZPR w Łodzi. Od 1975 do 1980 pozostawał członkiem Komitetu Wojewódzkiego PZPR w Skierniewicach, do 1981 należał także do jego egzekutywy. Od listopada 1980 do 1987 pełnił funkcję wicewojewody skierniewickiego.
Pochowany na cmentarzu komunalnym w Kutnie.